# Траубе, Изидор
Изидор Траубе  (нем. Isidor Traube; 31 марта 1860, Хильдесхайм — 27 октября 1943, Эдинбург) — немецкий физико-химик, педагог, профессор. Доктор наук (1882).

## Биография
Родился в еврейской купеческой семье. После окончания школы изучал химию у Августа Вильгельма Гофмана. 
В 1882 году окончил Берлинский университет, где изучал физику под руководством Германа Людвига Фердинанда Гельмгольца. 
В 1883 году исследовал акридин, исходный материал для производства красок в Гейдельбергском, в 1884—1886 года — в Боннском. В 1887 года покинул Бонн и создал технико-химическую лабораторию. 
В 1886—1890 годах работал в Ганноверском университете, с 1890 года — в Высшей технической школе в Берлине (с 1900 — профессор, ныне Берлинский технический университет).  В 1891 году получил степень в области физической химии. 
В 1934 году после того, как ранее подвергался репрессиям со стороны национал-социалистов при поддержке шотландских коллег Траубе эмигрировал в Эдинбург (Великобритания), где открыл собственную лабораторию в Эдинбургском университете.
В 1914 году основал Международный журнал физико-химической биологии (Internationale Zeitschrift für Physikalisch-chemische Biologie Schriften (Auswahl)).

## Научная деятельность
Его исследования относятся к изучению поверхностных явлений (в частности, поверхностного натяжения, осмоса), коллоидной химии, теории катализа. Провёл физико-химические исследования молока, мочи, желудочного сока, крови. Сконструировал вискозиметр. Открыл закономерность, характеризующую изменения поверхностной активности в гомологических рядах органических соединений (правило Дюкло — Траубе).

## Избранные труды
- Ueber die Einwirkung des Chlorcyangases auf Amidosäuren, Inaugural-Dissertation, O. Francke, 1882
- Physikalisch-chemische Methoden, Voss, 1893
- Über den Raum der Atome, 1899
- Grundriss der physikalischen Chemie, F. Enke, 1904
- Über die Wirkung von Arzneimitteln und Giften, In: Band 6 von Medizin-biologische Schriftenreihe, Madaus, 1927